# España en los Juegos Paralímpicos de Sochi 2014
España estuvo representada en los Juegos Paralímpicos de Sochi 2014 por siete deportistas, cinco hombres y dos mujeres.

## Medallistas
El equipo paralímpico español obtuvo las siguientes medallas:
| Nombre        | Deporte      | Evento                                       |
| ------------- | ------------ | -------------------------------------------- |
| Oro           |              |                                              |
| Jon Santacana | Esquí alpino | Descenso discapacidad visual masculino       |
| Plata         |              |                                              |
| Jon Santacana | Esquí alpino | Eslalon discapacidad visual masculino        |
| Bronce        |              |                                              |
| Gabriel Gorce | Esquí alpino | Supercombinada discapacidad visual masculino |